# Bilicenii Vechi, Sîngerei
Bilicenii Vechi este satul de reședință al comunei cu același nume  din raionul Sîngerei, Republica Moldova.

## Istorie
Satul Bilicenii Vechi e menționat pentru prima dată într-un act domnesc din 7 aprilie 1586, care glăsuiește: „Suret de la Petru Vodă, anul 7094 April 7. Facem înștiințare precum au venit înaintea noastră și înaintea boierilor noștri sluga noastră Toader velic vatag și Ionaș și frate-său Ihnat și Grozav și s-au jăluit noao cu mare jalobă și cu multe mărturii și cu megieși dinspre împrejur, zicând, că diresurile ce au avut ei de danie de la Alexandru Vodă pe un loc pustiu la Ciulucul cel mare la fântâna Ciobanilor, la gura pârâului adânc și cu loc de moară în Ciulucul cel mare și cu loc de prisacă la Frasini, ce să cheamă acum satul la Biliciu, acele urice a lor au perit la Tătari, în zilele lui Iancu Vodă cînd au răzbit țara noastră, când el însuși Ioan Vodă au pierit, deci și noi văzând a lor mare jalobă și multe mărturii, ce au jăluit și au mărturisit înaintea noastră așișderea și de la noi am dat și am întărit lor pre acel de mai sus zis satu ce se cheamă Beliciu...”
La 20 august 1588, când Petru Vodă dăruiește Zavodinele lui Andrei Hatmanul, e pomenit ca punct de hotar Beliciul, stăpânit de vătaf. S-a mai păstrat un zapis în limba sârbească, din care aflăm, că în 1600 Ionașcu Barboșel din Biliceni a vândut a cincea parte din moșia s. Dereneu drept 66 taleri lui Nicoară logofătul. 
La 31 martie 1615 Dilea din Biliceni vinde un loc de prisacă la Dereneu lui Ioachim, fost vornic de Suceava, care apoi îl face danie Mănăstirii Bistrița.
Draga din Biliceni apare la 13 iulie ca martor în zapisul prin care Drăgan și fiul său vând lui Matiaș Sturza o parte de moșie la Sămășcani drept 60 taleri. Iar la 5 august 1646 domnitorul Vasile Lupu întărește stăpânirea lui Andrei, căpitanul de curteni, asupra unor părți de ocină din Biliceni, Horodiște, Dereneu și Prihodiște „cu fânaț și cu loc de mori în Ciuluc și pe Cula”, „cu vie și cu pământ și cu tot venitul”, vândute de Micul și Socota „slugii noastră lui Andrei căpitan de curteni și femeii sale drept 200 taleri di argint”.
În anul de război 1772, administrația militară rusă găsește în Biliceni doar 6 văduve și slugi bătrâne, că n-a mai avut pe cine pune la bir. Situați în calea armatelor, la drumul mare de la Bălți spre Chișinău, Bilicenii rămăseseră multă vreme devastați și pângăriți. Părăsise satul și moșierul din localitate, Postolache Cîrstea. După doi ani, când grosul armatei lui Rumeanțev se deplasa în sudul Basarabiei, 48 de familii de țărani s-au întors din Codru la vatra lor din Biliceni, 44 au fost impuse să plătească dijmă, scădere făcându-se numai pentru preot, dascăl și 2 văduve bătrâne.
Postelnicul Ioan Cuza, spre sfârșitul vieții sale lasă prin testament partea sa de moșie din Biliceni soției Ancuța și fiicei Ileana. Dar, din documentele ce au urmat la 15 octombrie 1803, la 4 ianuarie 1804, precum și din recensământul anului 1817, aflăm aici un singur boier – Alexandru Panaiti. Satul era alcătuit deja din 154 gospodării țărănești, altele 6 aparțineau clerului bisericii Sfântul Mihail. 
La 29 aprilie 1835 moșia trece în proprietatea lui Carp Osmolovcki, iar 20 din cele 187 familii țărănești, nemulțumite de exploatarea noului moșier, iau calea bejeniei spre Bugeac. Preotul Constantin Prepeliță încearcă să-i dojenească, dau nu i s-a dat ascultare. Sătenii Ion Nereuță, Tudor Bîrsan și Toader Stratan creșteau în familiile lor câte 6-7 copii. Printre cele 13 sate mari din județele Soroca și Bălți, care cereau să fie strămutate pe pământ liber, erau și Bilicenii. În 1858 împotriva lor au fost ridicate câteva escadroane de cavalerie  țaristă. Circa 170 de familii din Biliceni rămâneau și mai departe fără o palmă de pământ, pe când boierul Carp Osmolovski, stăpânea aici 4745 desetine de pământ, pe care le dădea în arendă altor străini. Nevoiașii s-au liniștit numai după reforma agrară din 1868, când li s-au repartizat la Biliceni 1787 desetine de nadeluri. Alte 1445 ha de pământ au intrat în posesia lor după reunirea Basarabiei cu România.
În 1898 urmașii lui Carp Osmolovski și neamul boierului Catargi stăpâneau la Biliceni câte 1662 desetine de pământ. Satul număra 1373 de locuitori (684 bărbați și 689 femei) și intra în lista localităților din Imperiul Rus cu o populație de peste 500 oameni.
La 9 aprilie 1908 țăranii din Biliceni deschid pentru nevoile lor o casă de amanet și împrumut. În 1912 Pavel Cutîc avea aici moară de aburi și 1616 desetine de pământ.
Școala parohială bisericească, deschisă la Biliceni în 1862, la 1 septembrie 1902 a fost trecută în categoria celor de clasa II și urma să primească de la Ministerul Învățământului public anual 400 ruble pentru nevoile școlii, iar restul 250 ruble trebuie să le compenseze populația satului. Toată viața au lucrat în această școală învățătorul Nicanor Cecan și preotul Alexandru Pascari (decedat la 19 martie 1903), care a predat în școală religia și învățătura creștină. Prin osârdia lor în 1901 în satul Biliceni a fost construită o biserică nouă, sfințită de un mare sobor de preoți.
La 25 ianuarie 1918 poposește o unitate română de cavalerie din Regimentul 10 Roșiori. Rebeliunea de la Petrograd făcuse să se prăbușească Rusia. Sfatul Țării, în numele populației pe care o reprezenta, votează unirea Basarabiei cu România. Prutul încetă să mai fie frontieră între frați.
Prin 1923 Bilicenii aveau vreo 500 clădiri, inclusiv o curte boierească, cu 1750 de locuitori  (890 bărbați și 860 de femei), activa cooperativa agricolă „Muncitorul”, o tovărășie de credit, o școală primară mixtă, biserica ortodoxă, primăria, postul de jandarmi, o cârciumă. În 1928 aici făceau comerț Ioan Sasov, Vasilisa Pisanova, Leizer Meister și Luzer Chic. În 1932 lucra moara cu motor a lui Ion Reaboi. Florian Capiton, Grigore Romașcan și Emanoil Catelli stăpâneau câte 100 ha de pământ arabil.
Din cei 564 copii de vârstă școlară în anul 1933 erau trecuți în catalog doar 240. De instruirea copiilor se ocupau profesorii Alexandru și Emilia Gașpar, Constantin Dicuseară și Iacob Gavrilescu, toți căsătoriți, în vârstă de 23-30 ani. Cea mai mare vechime de muncă în pedagogie o avea Emilia Gașpar (10 ani). 
În vara anului 1940 armata sovietică mută forțat granița de pe Nistru la Prut. Pe atunci în Bilicenii Vechi erau 2236 locuitori. Apoi războiul, foametea și cele câteva valuri de deportări au redus populația la 1851 de locuitori (date statistice din 10 noiembrie 1949).
Patru decenii locuitorii satului Bilicenii Vechi au muncit în colhozul „Biruința”, gospodărie colectivă cu multe ramuri, se cultivau cereale, sfeclă de zahăr, tutun, floarea soarelui, fructe și struguri. Între anii "50-"90 s-a dezvoltat intens și sectorul zootehnic.  În sat au fost construite: școala medie, casa de cultură, ambulatoriul, grădinița-creșă, câteva magazine și ateliere pentru prestarea serviciilor, s-a deschis un muzeu etnografic. În memoria eroilor căzuți în al II-a război mondial, a fost înălțat un monument.
La memorialul gloriei militare, străjuit de brazi aidoma unor lumânări, stau aliniate pe plăci de granit, numele a 132 ostași, 111 fiind băștinași din Bilicenii Vechi și 21 – din satul vecin Coada Iazului. Eu au rămas pentru vecie împreună, stând la straja păcii pentru locuitorii acestui sat.
Câțiva veterani au făcut serviciul militar în armata română – Ion Tofan, Vasile Volentiru, Dumitru Gh. Și Dumitru V. Stroescu. 
În 1992, când separatiștii din Transnistria au aprins focul conflictului armat de pe Nistru, 21 bărbați din Bilicenii Vechi și-au lăsat familiile și au mers să apere independența și integritatea Moldovei. Doi din ei nu s-au mai întors acasă – Valentin Mereniuc și Veniamin Musteață. Gimnaziul din localitate poartă numele neînfricatului Valentin Mereniuc.
Satul Bilicenii Vechi continuă să-și scrie istoria, fiind considerat un sat cu perspectivă, care se dezvoltă rapid în raport cu cerințele sec. XXI.

## Populația
Populația satului la 1 ianuarie 2010 reprezenta în total 3464 locuitori, dintre care 48.14% fiind bărbați iar 51.86% femei.  La recensământul din anul 2004 , structura etnică a populației în cadrul satului constituia: moldoveni – 3343, ucraineni – 57, ruși – 25, găgăuzi – 5, alte naționalități – 34.
În satul Bilicenii Vechi sunt înregistrate 1135 de gospodării casnice. Membrii acestor gospodării alcătuiesc 3464 de persoane, iar mărimea medie a unei gospodării este de 3.1 persoane. Gospodăriile casnice sunt distribuite, în dependență de numărul de persoane ce le alcătuiesc, asfel: 20.44% - 1 persoană, 20.70% - 2 persoane, 18.15% - 3 persoane, 23.08% - 4 persoane, 10.66% - 5 persoane, 6.96% - 6 și mai multe persoane.

## Instituții socio-culturale
Pe teritoriul satului Bilicenii Vechi funcționează următoarele instituții sociale și culturale: Centrul de Sănătate, un cabinet stomatologic modern, funcționează gimnaziul „Valentin Mereniuc”, o grădiniță-creșă, o casă de cultură, biblioteca publică, care include și o mediatecă, Biserica ortodoxă și Biserica evangelică, o moară de grâu, oloiniță, multe magazine, un oficiu poștal, o filială a școlii de muzică din Chișcăreni, o stație de alimentare cu gaz, 168 gospodării țărănești, care prelucrează pământul cu forțe comune, 30 întreprinderi individuale și societăți cu răspundere limitată.